# Angélique (série littéraire)
Pour les articles homonymes, voir Angélique.
 (août 2012).
Si vous disposez d'ouvrages ou d'articles de référence ou si vous connaissez des sites web de qualité traitant du thème abordé ici, merci de compléter l'article en donnant les références utiles à sa vérifiabilité et en les liant à la section « Notes et références ».
Angélique est une série de 13 romans historiques écrite par Anne Golon à partir des années 1950 (le premier roman paraît en Allemagne en 1956 et en France en 1957). Ils décrivent la vie romanesque d'Angélique de Sancé de Monteloup, comtesse de Peyrac, marquise de Plessis-Bellière (surnommée Marquise des Anges), sous le règne de Louis XIV. Traduite en une vingtaine de langues, son succès se maintient jusqu'à la parution, en 1985, du dernier roman, à ce jour, de la série, La Victoire d'Angélique. Anne Golon est aidée au début par son mari Serge, ingénieur géologue, qui l'assiste dans la documentation et dans le domaine des sciences et techniques de l'époque.
L'action de l'œuvre Angélique se déroule sur une quarantaine d'années, entre la naissance de l'héroïne (1638), et sa victoire sur ses ennemis au Québec (aux environs de 1680), où elle a dû émigrer quelques années plus tôt. Au fil des romans, trois théâtres principaux apparaissent : la France continentale (jusqu'à Angélique se révolte inclus, hormis Indomptable Angélique), la Méditerranée et le Maroc (Indomptable Angélique) et le Nouveau Monde (à partir d'Angélique et son amour).
Au cours des années 1980 et 90, de graves dissensions naissent entre Anne Golon et ses éditeurs, ce qui conduit à plusieurs procès, qui ne se terminent, à l'avantage de la romancière, qu'en 2005. Malgré sa précarité et une santé minée par ces épreuves, Anne Golon entreprend alors de réécrire l'intégralité de son œuvre, trop malmenée à son goût par ses anciens éditeurs (coupures et changements faits sans son accord). Seuls les six premiers tomes 
d'une édition augmentée d'Angélique ― œuvre nouvelle et complétée qui devait en compter plus de vingt ― paraissent en 2010 aux Éditions de l'Archipel : ils étoffent l'intrigue développée dans les deux premiers romans,  Angélique, marquise des anges (1957) et Le Chemin de Versailles (1958). Par ailleurs, la série devait se terminer par un dernier ouvrage resté inédit : Angélique et le Royaume de France,.

## Résumé de l'œuvre
France, XVIIe siècle. Après une enfance heureuse et campagnarde de fille de hobereau de province, Angélique est promise en mariage, contre son gré, à un riche seigneur de Toulouse, de douze ans son aîné, le comte Joffrey de Peyrac. Réticente au début devant la disgrâce physique de son époux, elle est finalement séduite par sa personnalité. Malgré les jalousies provoquées autour d'eux par la mystérieuse richesse de Joffrey, elle entame une vie conjugale heureuse : un premier enfant, Florimond, couronne leur union (Angélique, Marquise des Anges, 1re partie).
À l'issue du mariage de Louis XIV et de l'infante Marie-Thérèse d'Autriche à Saint-Jean-de-Luz, auquel ils ont été invités, Joffrey est arrêté sur ordre du roi. Accusé de sorcellerie, il subit un procès inique et est enfin condamné à être brûlé vif en place de Grève. Commence alors pour Angélique une longue descente aux enfers dans les bas-fonds de la capitale; elle accouche de son second enfant, Cantor, et pour survivre, se joint à la bande de gueux d'un de ses anciens compagnons de jeux du Poitou, Nicolas Merlot devenu le bandit Calembredaine (Angélique, Marquise des Anges, 2e partie).
Peu à peu, elle arrive à émerger de cet état de déchéance, et, grâce à la nouvelle mode du chocolat, parvient à faire fortune. Pour assurer l'avenir de ses enfants, et grâce à un chantage dont l'objet est une conspiration contre le roi qu'elle a découverte quand elle était jeune, elle se fait épouser par son cousin Philippe, marquis de Plessis-Bellière (Le Chemin de Versailles).
Par cette union, orageuse au début, elle parvient à approcher la Cour et le roi, qui est séduit par sa beauté et son intelligence; ce faisant, elle s'attire l'inimitié de la maîtresse en titre de Louis XIV, la marquise de Montespan, dont elle déjoue une tentative d'assassinat. Entre-temps, elle met au monde son troisième enfant, le fruit de son union avec Philippe, le petit Charles-Henri de Plessis-Bellière. Cette naissance lui permet d'achever de gagner le cœur de son mari, mais ce dernier, comprenant qu'il aura le roi comme rival, préfère disparaître : s'exposant avec une imprudence calculée, il est tué au siège de Dole. Comble de malheur, Cantor, qui servait comme page dans la suite du duc de Vivonne, grand Amiral de France, disparaît dans le naufrage d'un des bâtiments du duc, lors d'une attaque par l'un des plus grands pirates de la Méditerranée, le Rescator.
Après quelques mois passés dans son château du Plessis, portant le double deuil de son second époux et de son second fils, Angélique revient à la Cour, où elle va s'illustrer en tant qu'ambassadrice du roi. Malgré la passion du roi, plus forte de jour en jour, Angélique continue à se refuser à lui. Dans un affrontement final, alors qu'elle lui reproche l'inique condamnation de Joffrey, le roi lui révèle être intervenu pour soustraire le condamné au bûcher : l'exécution n'était donc qu'un simulacre. Joffrey avait toutefois trouvé le moyen de s'enfuir, mais le roi lui apprend qu'il est mort noyé dans sa fuite (Angélique et le Roy).
Ayant acquis la certitude que Joffrey avait en fait survécu et que sa trace s'arrêtait à Marseille, Angélique déjoue la surveillance du roi et de Desgrez, l'ancien avocat de Joffrey devenu policier, et se lance à la recherche de son mari. À Marseille, une nouvelle piste s'ouvre et Angélique s'embarque. Après de nombreuses aventures maritimes, elle est capturée par un pirate qui la vend comme esclave à Candie (Crète). Achetée fort cher par le Rescator, elle lui échappe aussitôt, mais c'est pour tomber entre les mains de Mezzo-Morte et finir à être vendue à Osman Ferradji, Grand Eunuque et conseiller du sultan du Maroc, qui recherche pour son maître, Moulay Ismaël, une femme exceptionnelle pour être sa troisième épouse. Elle parvient, avec l'aide du chef des esclaves du sultan, Colin Paturel, à s'enfuir du harem, et gagner Ceuta, enclave espagnole au Maroc. Elle y est arrêtée par le représentant de Louis XIV (Indomptable Angélique).
Ramenée en France, elle est gardée dans son château du Plessis sous la surveillance du capitaine de dragons Montadour, jusqu'à ce qu'elle fasse acte de soumission au roi et accepte de devenir sa maîtresse. Bien que les conditions de cette soumission soient humiliantes, Angélique s'y résout pour sauver ses enfants de sa propre disgrâce. Mais alors qu'elle donne asile à des protestants persécutés, son château est incendié par les dragons, son fils Charles-Henri assassiné et elle-même violée. Florimond parvient de justesse à s'enfuir. Ivre de haine, elle soulève alors les paysans et les hobereaux, catholiques et protestants de sa province, contre les soldats du roi. Elle va diriger une rébellion désespérée, accoucher d'une petite Honorine, enfant du viol, se terrer tant bien que mal, et enfin, pour échapper aux poursuites lancées par le roi, se faire embaucher comme servante chez un commerçant protestant de La Rochelle. Mais les persécutions contre les Protestants rendent cet asile peu sûr. Angélique apprend que son maître et les principaux notables de la ville sont sur le point d'être arrêtés ; elle organise in extremis leur fuite grâce au navire du Rescator, dont elle a découvert la présence dans une crique voisine (Angélique se révolte).
Au cours de la navigation vers le Nouveau Monde, Angélique reconnaît dans le Rescator son mari. Après quinze années de séparation, pendant lesquelles chacun a dû survivre, les retrouvailles sont passionnées et tumultueuses. Après avoir déjoué une tentative de mutinerie, ils parviennent à la colonie créée par Joffrey dans une baie aux confins du Canada et du Maine, Gouldsboro. Les familles protestantes évadées s'y installent (Angélique et son amour).
Commencent alors les aventures dans le Nouveau Monde, d'Angélique et Joffrey, fort compliquées au milieu des nombreuses populations de cette région, poursuivant chacune leur intérêt propre : les Français du Québec, les Anglais du Maine, les pêcheurs, les flibustiers, les coureurs des bois, et les innombrables tribus indiennes alliées de l'un ou l'autre camp. À peine a-t-elle posé le pied sur le sol américain, qu'Angélique attire la mystérieuse vindicte d'un jésuite missionnaire mystique, le père Sébastien d'Orgeval. Elle déjoue un premier complot qui la force, elle et sa famille, à passer un hiver dans des conditions de rigueur extrême dans leur fortin de Wapassou, installé à proximité d'une mine (Angélique et le Nouveau Monde) ; puis d'autres machinations destinées à la compromettre aux yeux de son mari, en lui faisant retrouver Colin Paturel, avec qui elle s'était enfuie du Maroc (La Tentation d'Angélique). Elle doit affronter et vaincre une mystérieuse femme, fausse mystique qui lui voue une haine farouche (Angélique et La Démone) et venir à bout d'une conspiration destinée à les perdre, Joffrey et elle (Angélique et le Complot des Ombres). S'attirant la sympathie et la protection des Indiens, elle parvient à échapper à ces multiples dangers, et forçant le destin, à gagner Québec, non sans risque puisqu'elle est toujours sous le coup de la condamnation du roi. Elle y gagne l'estime et l'affection de toute la population pendant l'hiver qu'elle y passe, à l'issue duquel elle reçoit avec son mari le pardon de Louis XIV qui les réhabilite et leur restitue tous leurs biens, à la condition qu'ils reviennent à Versailles. Pour Angélique, cela signifie qu'elle devra céder au roi ; elle s'y refuse, et envoie à sa place son fils Florimond pour les représenter (Angélique à Québec).
Au cours d'un voyage en Nouvelle-Angleterre, elle accouche prématurément de jumeaux, Raimon-Roger et Gloriandre, à Salem, aidée de deux quakeresses guérisseuses, Ruth et Naomi. Affrontant l'hostilité de ceux qui la rendent responsable de la disparition et du présumé martyre du Père d'Orgeval, elle parvient à regagner Gouldsboro (La Route de l’Espoir). Mais le gouverneur de Québec, Frontenac, qui les a protégés jusqu'ici, est rappelé en France, victime d'une cabale de Cour, et Joffrey juge indispensable de l'accompagner pour le soutenir.  Angélique se retrouve de nouveau seule pour affronter le Père d'Orgeval, mis en sa présence dans des conditions dramatiques de dénuement et de solitude pour l'un et l’autre. Ce dernier combat, elle le remportera grâce au sentiment qui lui est chevillé à l'âme et au corps, l'amour (La Victoire d'Angélique).

### Autour de l'œuvre

#### Personnages
Pour l’héroïne, les auteurs se sont inspirés de la marquise du Plessis-Bellière. Irrésistiblement belle, aimante, intelligente et volontaire, dévouée à son mari et à ses enfants, elle fait face à toutes les épreuves pour préserver ce bonheur conjugal dont elle a éprouvé la fragilité. Sans jamais tomber dans la mièvrerie, ce personnage de la femme éternelle est profondément attachant. Les auteurs voulaient que l'héroïne vienne du Poitou et l'ont nommée Angélique en référence à la fleur qui est très répandue dans la région poitevine : l'angélique (fleur des anges).
En face, son époux Joffrey, comte de Peyrac, est le type du gentilhomme d’aventure, entreprenant, homme de cœur, et qui, malgré un caractère très masculin, voire un tantinet machiste, ne peut s’empêcher de tomber sous le charme de sa séduisante épouse.
Mais une foule d’autres personnages gravite autour d’eux, souvent en réapparaissant à plusieurs reprises dans le courant de l’œuvre : le policier Desgrez, le bourgeois protestant Berne, le vizir marocain Osman Ferradji, le chef des esclaves Colin Paturel, le bienveillant Nicolas de Bardagne, Le nain Barcarole, brigand à la Cour des miracles puis amuseur de la reine mais surtout grand ami d'Angélique qui éprouve pour lui une certaine tendresse, l’Indien Piksarett, l’Iroquois Outtaqué, le chevalier de Malte Claude de Loménie-Chambord, l’enjoué marquis de Ville d’Avray, la sombre duchesse de Maudribourg, le mystique père d’Orgeval, et bien sûr au-dessus de tous, le roi Louis XIV, mis en scène dans Angélique et le Roy, et dont l’ombre ne cesse de planer sur toute l’œuvre.

### Intrigues
Peut-être en raison de son succès et des films qui voulurent en faire une bleuette années 1960, l'œuvre d'Angélique est entachée d'une certaine réputation de « roman de gare » ou « à l’eau de rose ». En réalité, l’échec, la douleur, la mort sont constamment présents dans l’histoire, et pas seulement à titre anecdotique : les personnages restent marqués dans leur chair et leur âme par certaines épreuves (par exemple le massacre de son fils Charles-Henri dans Angélique se Révolte).

### Un véritable roman historique
Cette section ne s'appuie pas, ou pas assez, sur des sources secondaires ou tertiaires indépendantes du sujet.

Pour l'améliorer, ajoutez-en, ou placez des modèles {{Source secondaire souhaitée}} ou {{Source secondaire nécessaire}} sur les passages mal sourcés. (janvier 2023)
Le roman est immergé dans l’histoire du XVIIe siècle, et plus précisément dans le règne de Louis XIV dont Angélique est à peu près l’exacte contemporaine. Par l’intervention de multiples personnages réels, l’auteure donne une notable épaisseur historique à son œuvre. En premier lieu, bien sûr, le roi Louis XIV que l’on voit exercer, dès le début, son métier de roi, auquel il était si attaché, avec une majesté, une autorité et en même temps une duplicité héritées des leçons de Mazarin ; le portrait de ce souverain, qui apparaît dans Angélique, Marquise des Anges à l’occasion de son mariage à Saint-Jean-de-Luz, mais surtout dans Angélique et le Roy, rejoint les ouvrages d’une multitude d’historiens de tous bords fascinés par ce règne (Max Gallo, François Bluche, Pierre Gaxotte, etc.) ; pas de manichéisme facile à son sujet.
Beaucoup de personnages véridiques sont cités, avec quelques libertés parfois, mais toujours avec un fond de vérité. Il serait trop long d’énumérer tous les personnages connus qui s’insèrent dans ce roman. Il faut quand même citer pour la Cour la reine Marie-Thérèse, la marquise de Montespan, Madame de Maintenon, Henriette d'Angleterre, le prince de Condé, Philippe d'Orléans, la devineresse La Voisin…, la trame historique principale étant constituée par l'affaire des poisons ; des ecclésiastiques, comme saint Vincent de Paul, Bossuet, ou au Québec, le gouverneur Frontenac, Mgr de Montmorency-Laval et mère Marguerite Bourgeoys ; ou des personnages de moindre importance, mais qui ont réellement existé, comme Binet, perruquier de Joffrey, puis du roi, Bontemps, premier valet de chambre du roi, et David Chaillou, qui reçut dans les années 1660 le monopole du chocolat, etc. Les campagnes militaires sont également évoquées, par exemple avec le siège de Dole, au cours duquel Philippe du Plessis-Bellière est tué, ou les combats navals du duc de Vivonne en Méditerranée, ainsi que les premières luttes sournoises et les dragonnades contre les protestants (Angélique se révolte).

## Notoriété
À sa sortie, Angélique avait valu à ses deux auteurs officiels d'être comparés à Alexandre Dumas. Traduite en presque trente langues, la saga d'Angélique, parue en librairie et en feuilleton dans la presse, aborde dès 1956 des thèmes alors tabous comme les sorcières guérisseuses, l'amour physique, l'ostracisme de l'Église, la persécution des Protestants, le viol, l'esclavage des Chrétiens, la foi des Amérindiens, etc. C'est aussi la première fois depuis la Révolution, qu'un livre français présente la personne du roi - Louis XIV - non comme un tyran ou un fou, mais de façon humaine et historiquement fidèle à la réalité. L'héroïne, symbole de la femme forte et autonome, a séduit le public féminin autant que les hommes, et pour d'autres raisons : son succès au Japon, par exemple, a contribué à libérer certaines lectrices des contraintes traditionnelles. En 1980, Angélique a fait l'objet d'un opéra japonais monté par une compagnie exclusivement féminine. Dans le même article est annoncée une adaptation de la marquise en dessin animé, également au Japon. Il existe par ailleurs des adaptations sous forme de mangas publiées dans ce pays.
En 1964, huit livres d'Angélique sont déjà parus (lus par 65 millions de personnes) quand sort le premier film de Bernard Borderie. Les films font plus d'entrées que la série des Sissi et connaissent un succès tout aussi international, distribués dans une quarantaine de pays[réf. nécessaire]. Il y en aura cinq, d'après les quatre premières aventures de la marquise. La distribution comprend Robert Hossein, Michèle Mercier, Jean-Louis Trintignant, Sami Frey, Jean Rochefort, Jean-Claude Pascal, Michel Galabru, Noël Roquevert, mais aussi l'historien Alain Decaux. Le scénariste Pascal Jardin transforme les détails en conservant l'intrigue principale.
Après treize volumes parus d'Angélique (dernier en 1985), l'auteur Anne Golon est arrêtée dans la poursuite de la série à cause de son agent-éditeur qui ne diffuse plus ses livres depuis de nombreuses années. Pourtant Anne Golon est un des écrivains français les plus lus dans le monde. En 1992, plus de 15 millions d'exemplaires sont officiellement vendus dans l'année en Russie. Anne Golon, comme son interprète Michèle Mercier, traînera désormais l'étiquette plus ou moins infamante d'Angélique, triomphe populaire.
En 1991, il est question d'une adaptation télévisée en France pour TF1, dirigée par Serge Moati, avec peut-être Béatrice Dalle.
En 1995, Robert Hossein orchestre une adaptation scénique d'Angélique au Palais des sports de Paris, avec Cécile Bois dans le rôle-titre, un budget de 70 millions de francs et une centaine de comédiens.
En 2007, une comédie musicale tchèque reprend sur scène les aventures d'Angélique, qu'Anne Golon est allée voir.
Anne Golon consacre les dernières années de sa vie à la poursuite de l'œuvre d'Angélique et rétablit l'intégralité de ses textes originaux en y rajoutant de nouveaux développements, tout en écrivant la suite de l'histoire. Cette nouvelle version augmentée d'Angélique devait compter plus de 20 tomes mais seuls six tomes sont parus aux Éditions de l'Archipel :
- Marquise des Anges (2009)
- La Fiancée vendue (2009)
- Fêtes royales (2009)
- Le Supplicié de Notre-Dame (2009)
- Ombres et Lumières (2010)
- Le Chemin de Versailles (2010)

Les 6 tomes ont été publiés en plusieurs langues.  
Elle est invitée à de nombreuses manifestations littéraires où son public est toujours plus nombreux (ex. : Festival des Imaginales 2010 et 2011). Elle participe à conférences et tables rondes comme historienne spécialiste du XVIIe siècle.
Sociétaire de la SACD et du SNAC, Médaille de la Ville de Versailles, Anne Golon a reçu en 2010 les insignes d'Officier des Arts et Lettres du ministre de la Culture qui a salué son combat pour le droit d'auteur.
Réalisé par Ariel Zeitoun, un nouveau film Angélique est sorti fin 2013 qui ne rencontre pas le succès.

## Liste des romans
1. Anne Golon, Angelique, Blanvalet (Allemagne), 1956 / Anne et Serge Golon, Angélique, marquise des anges (France), Colbert, 1957
2. Anne et Serge Golon, Angélique : le Chemin de Versailles, Colbert, 1958
3. Anne et Serge Golon, Angélique et le Roy, Trévise, 1959
4. Anne et Serge Golon, Indomptable Angélique, Trévise, 1960
5. Anne et Serge Golon, Angélique se révolte, Trévise, 1961
6. Anne et Serge Golon, Angélique et son amour, Trévise, 1961
7. Anne et Serge Golon, Angélique et le Nouveau Monde, Trévise, 1964
8. Anne et Serge Golon, La Tentation d'Angélique, Trévise, 1966
9. Anne et Serge Golon, Angélique et la Démone, Trévise, 1972
10. Anne et Serge Golon, Angélique et le Complot des Ombres, Trévise, 1976
11. Anne et Serge Golon, Angélique à Québec, Trévise/Colbert, 1980
12. Anne et Serge Golon, Angélique : la Route de l'espoir, Trévise, 1984
13. Anne et Serge Golon, La Victoire d'Angélique, Trévise/Colbert, 1985

Un dernier ouvrage resté inédit, Angélique et le Royaume de France, devait terminer la série[source secondaire souhaitée].

## Œuvres dérivées

### Films
- 1964 : Angélique, marquise des anges de Bernard Borderie avec Michèle Mercier, Robert Hossein
- 1965 : Merveilleuse Angélique de Bernard Borderie avec Michèle Mercier, Claude Giraud
- 1966 : Angélique et le Roy de Bernard Borderie avec Michèle Mercier, Jean Rochefort
- 1967 : Indomptable Angélique de Bernard Borderie avec Michèle Mercier, Robert Hossein
- 1968 : Angélique et le Sultan de Bernard Borderie avec Michèle Mercier, Robert Hossein
- 2013 : Angélique d'Ariel Zeitoun avec Nora Arnezeder, Gérard Lanvin et Tomer Sisley

### Pièce de théâtre
- Angélique, marquise des anges (septembre 1995-février 1996), de Robert Hossein, D'après Anne et Serge Golon avec Cécile Bois, Robert Hossein, Serge Sauvion, Philippe Dajoux, Robert Party et Mélanie Angélie

## Commentaires
L’œuvre n'est pas sans rappeler un roman américain écrit onze ans avant le premier tome d'Angélique : Ambre de Kathleen Winsor. Très grand succès aux États-Unis, il narre l’élévation sociale, au XVIIe siècle, d'une orpheline par le biais des hommes (au contraire d'Angélique, fille du baron de Sancé) et aborde des thèmes tabous, en particulier sexuels.